# Port lotniczy Lichinga
Port lotniczy Lichinga (port. Aeroporto Lichinga, IATA: VKC, ICAO: FQLC) – port lotniczy zlokalizowany w Lichinga, w Mozambiku.

## Linie lotnicze i połączenia
| Linia Lotnicza          | Kierunek                          |
| ----------------------- | --------------------------------- |
| LAM Mozambique Airlines | 1. Maputo 2. Nampula 3. Quelimane |